# Sang calenta
|  | Per a altres significats, vegeu «Animal de sang calenta». |

Sang calenta (Hot Blood) és una pel·lícula estatunidenca de Nicholas Ray, estrenada el 1956 i doblada al català.

## Argument
Marco Torí, rei dels gitanos a Califòrnia del sud, té una malaltia terminal. Vol que el seu germà més jove el succeeixi, però Stephano en canvi està decidit a ser un ballarí.
Després de posar contra ell un empresari potencial, Marco arranja un matrimoni per al seu germà amb Annie Caldash, una gitana atractiva. Stephano enfureix el seu pare Theodore i el germà Xano per resistir-se als encants d'Annie i negant-se a casar-se amb ella. Està enamorat d'una rossa anomenada Velma.
Annie li fa una proposta. El seu pare vol que Stephano li pagui una rica dot, i escapar-se abans del matrimoni. El germà de Stephano està intentant recollir diners per a un viatge a "la terra promesa." Persuadeix Stephano de planejar un casament on es desmaiarà durant la cerimònia, amb la qual cosa partirien la dot i donarien una lliçó als seus parents avariciosos. Però Stephano acaba duent a terme el matrimoni i marxant amb Velma, trobant treball en clubs de dansa barats. Comença a enyorar Annie. Retorna al camp de gitanos per trobar Marco i ella junts, sorprenentment feliços. Equivocadament creu que ara són junts, però Marco explica que està gaudint merament dels darrers dies preciosos de la seva vida. Stephano accepta convertir-se en el nou rei gitano, amb Annie la seva reina.

## Repartiment
- Jane Russell: Annie Caldash
- Cornel Wilde: Stephano Torino
- Luther Adler: Marco Torino
- Joseph Calleia: Papa Theodore
- James H. Russell: Xano
- Nina Koshetz: Nita Johnny
- Helen Westcott: Velma
- Mikhail Rasumny: Old Johnny
- Wally Russell: Bimbo